# Dęby (stacja kolejowa)
Dęby – zlikwidowana w 1973 roku stacja kolejowa w Dębach na linii kolejowej Myszyniec – Kolno, w powiecie ostrołęckim, w województwie mazowieckim, w Polsce.